# La Forteresse
La Forteresse település Franciaországban, Isère megyében. Lakosainak száma 337 fő (2022. január 1.). La Forteresse Saint-Paul-d’Izeaux, Tullins, Cras, Morette, Plan, Quincieu és Saint-Geoirs községekkel határos.

## Népesség
A település népességének változása:
| Lakosok száma | 262  | 245  | 251  | 284  | 320  | 324  | 322  | 328  | 332  | 337  |
|               | 1968 | 1982 | 1990 | 2006 | 2013 | 2015 | 2017 | 2019 | 2020 | 2022 |